# Michel Vautrot
Michel Vautrot (født 21. oktober 1946) er en tidligere fodbolddommer fra Frankrig. Han dømte internationalt under det internationale fodboldforbund, FIFA, fra 1975 til 1990.

## Karriere

### VM 1990
- Argentina  –  Cameroun 0-1 (gruppespil).
- Irland  –  Holland 1-1 (gruppespil).
- Italien  –  Argentina 1-1 (semifinale).

### EM 1988
- Vesttyskland  –  Spanien 2-0 (gruppespil).
- Holland  –  Sovjetunionen 2-0 (finale).

### EM 1984
- Portugal  –  Spanien 1-1 (gruppespil).

### VM 1982
- Italien  –  Polen 0-0 (gruppespil).
- Belgien  –  Sovjetunionen 0-1 (anden runde).